# Michael Michai Kitbunchu
Michael Michai Kitbunchu, né le 25 janvier 1929 à Sam Phran en Thaïlande, est un cardinal thaïlandais, archevêque émérite de Bangkok depuis 2009.

## Biographie

### Formation
Après des études au petit séminaire de Siracha (Thaïlande) il poursuit sa formation à l'université pontificale urbanienne à Rome où il obtient une licence en philosophie et en théologie sacrée. Il est ordonné prêtre à Rome le 20 décembre 1959.

### Principaux ministères
Après avoir exercé différentes fonctions paroissiales en Thaïlande, il devient, en 1965, recteur du séminaire métropolitain de Bangkok. Le 18 décembre 1972, il est nommé archevêque de Bangkok par Paul VI et reçoit la consécration épiscopale le 3 juin 1973.
Il est créé cardinal au titre de San Lorenzo in Panisperna lors du consistoire du 2 février 1983 par le pape Jean-Paul II. Il est le premier prélat thaïlandais à intégrer le Sacré Collège.
Au sein de la Curie romaine, il est membre de la Congrégation pour l'évangélisation des peuples.
Il participe au conclave de 2005 (élection de Benoît XVI).
Il préside la Conférence des évêques catholiques de Thaïlande (th) de 2000 à 2006.
Il atteint l'âge de 80 ans le 25 janvier 2009, ce qui l'empêche de prendre part aux votes des conclaves de 2013 (élection du pape François) et de 2025 (élection de Léon XIV).
Il se retire de l'archevêché de Bangkok le 14 mai 2009, à l'âge de 80 ans. 
Le 14 décembre 2016, jour de la mort du cardinal brésilien Paulo Evaristo Arns, O.F.M., archevêque émérite de São Paulo et dernier cardinal vivant créé par le pape Paul VI, est devenu cardinal protoprêtre, c’est-à-dire le cardinal de l’ordre presbytéral le plus ancien en création.
La durée de son cardinalat est de plus de 42 ans depuis le 2 février 2025.

### Sources
- Ressources relatives à la religion :   - Catholic Hierarchy
  - Cardinals of the Holy Roman Church
- Notices d'autorité :   - VIAF
  - LCCN
  - WorldCat